# Đội tuyển Davis Cup Barbados
Đội tuyển Davis Cup Barbados đại diện Barbados ở giải đấu quần vợt Davis Cup và được quản lý bởi Hiệp hội quần vợt Barbados.

## Lịch sử
Barbados lần đầu tiên tham gia Davis Cup vào năm 1990. Các vận động viên Barbados trước đây đại diện cho đội Caribbean/Tây Ấn.
Năm 1990, Barbados ra mắt ở Nhóm II khu vực châu Mỹ (hạng thấp nhất thời điểm đó). Năm 2014, họ vượt qua Mexico để lên Nhóm I khu vực châu Mỹ lần đầu tiên trong lịch sử. Đội bị xuống hạng năm 2016, nhưng đã lên lại được Nhóm I năm 2017.

## Đội hình hiện tại (2017)
- Darian King
- Haydn Lewis (cầu thủ nghiệp dư)
- Adam Hornby (cầu thủ nghiệp dư)
- Matthew Foster-Estwick (cầu thủ nghiệp dư)